# Hilton Bandung
Het Hilton Bandung is een hotel in Bandung in de Indonesische provincie West-Java in Indonesië. Het hotel bevindt zich in het stadscentrum van Bandung, aan de zuidkant van het Kebun Kawung plein dicht bij veel eet- en entertainmentgelegenheden.
Het Hilton Bandung heeft vier restaurants en bars, het Caffe Cino, de Fresco Italian, het Purnawarman Restaurant en de Magma lounge.

Hilton Honors